# Hier und heute
Hier und heute ist der Name einer Fernsehsendung des Westdeutschen Rundfunks (WDR) mit Redaktionssitz in Köln. Zunächst die regionale Fernsehnachrichtensendung des WDR, war Hier und heute später im WDR-Sendegebiet, Nordrhein-Westfalen, als Reportageformat bekannt. Seit 2017 läuft die Nachmittagssendung im WDR Fernsehen.

## Geschichte

### TV-Regionalmagazin des WDR für Nordrhein-Westfalen
Hier und heute ist eine der ältesten noch bestehenden Sendetitel im deutschen Fernsehen. Die erste Ausgabe wurde am 1. Dezember 1957 im Werbevorabendprogramm im Sendegebiet des WDR (Nordrhein-Westfalen) ausgestrahlt. Die Sendung stand anfangs unter der redaktionellen Leitung von Werner Höfer.
Von 1957 bis in die frühen 1990er Jahre war Hier und heute ein werktags ausgestrahltes Magazin mit Meldungen des allgemeinen, überwiegend regionalen, d. h. bundeslandbezogenen Tagesgeschehens. Auch Stargäste, Musiker, Sänger, Schauspieler, die im Sendegebiet auftraten, wurden im Studio live interviewt und boten jeweils ein Lied o. ä. dar. In den Gründerjahren erfreute sich die Sendung des vollen Marktanteils von 100 Prozent im NWDR-Sendegebiet. 
In den 1980er moderierte unter anderem Ulrich Deppendorf die Sendung. 
Wegen zunehmender Konkurrenz insbesondere privater Fernsehanstalten am frühen Abend beschlossen die ARD-Anstalten, von 1993 an ihre bislang regional ausgestrahlten werktäglichen Vorabendprogramme zu vereinheitlichen und durch ein gesamtdeutsches Programm ohne regionalen Bezug zu ersetzen. Einige Regionalmagazine wurden vom ersten ins regionale dritte Fernsehprogramm verlegt, etwa das beliebte Buten un binnen von Radio Bremen. Hier und heute in seiner herkömmlichen Form wurde letztmals am 27. Mai 1993 gesendet. Die Regionalberichterstattung am Vorabend im Sendebereich des WDR wurde seit Ende 1982 bereits zunehmend von der Aktuellen Stunde im dritten Fernsehprogramm übernommen, sodass Hier und heute nun zum Titel einer werktags ausgestrahlten neunminütigen Regionalnachrichtensendung sowie eines einmal wöchentlich ausgestrahlten 30-minütigen Reportageformats zu einem Thema mit Regionalbezug im Land Nordrhein-Westfalen, Hier und heute unterwegs, im dritten Programm des WDR-Fernsehens wurde. Sendungen unter dem Titel Hier und heute unterwegs hatte es bereits seit 1979 im NRW-Vorabendprogramm der ARD gegeben.

### Ab 1998: Reportage-Format
Das Konzept wurde 1998 erneut überarbeitet. Bisher als regionale Nachrichtensendung bekannt, war Hier und Heute seit 1998 eine Sendung im Reportage- und Dokumentationsformat. Kurze tägliche Reportagen von Montag bis Freitag und die halbstündige Reportage am Wochenende. Hier und heute wurde im Dezember 2014 zum 5000. Mal ausgestrahlt.
Die Filme, Webdokumentationen und Multimedia-Reportagen stehen unter hierundheute.de bereits vor der Ausstrahlung im Fernsehen zur Verfügung. Die Redaktion wurde 2015 für den Grimme-Spezialpreis nominiert – „für innovative Aufbereitung von regionalen Themen und die exemplarische inhaltlich und formale Breite“. Die Sendung wurde im WDR Fernsehen täglich von Montag bis Freitag um 18:05 Uhr und am Samstag um 18:20 Uhr ausgestrahlt. Sie beschäftigt sich mit dem Alltag der Menschen in Nordrhein-Westfalen und allem, was sie bewegt – unter der Woche in 15-minütigen Reportagen, am Samstagabend in einer 30-minütigen Dokumentation. Die Themen haben meist einen regionalen und/oder aktuellen gesellschaftlichen und politischen Bezug.

## Auszeichnungen und Nominierungen
| Jahr | Wettbewerb                                                              | Filmtitel                        | Autor                                              |
| ---- | ----------------------------------------------------------------------- | -------------------------------- | -------------------------------------------------- |
| 2006 | 3rd international video journalism award (Deutsche Welle)               | Platte machen                    | Ina Reuter und Marko Rösseler                      |
| 2008 | 4th international video journalism award (Deutsche Welle)               | Trocken oder tot                 | Ina Reuter                                         |
| 2008 | Bremer Fernsehpreis                                                     | An Willis Bude                   | Ina Reuter                                         |
| 2010 | Bremer Fernsehpreis – Ehrende Anerkennung                               | Mit der Firma aus der Pleite     | Tanja Reinhard                                     |
| 2011 | Deutscher Kamerapreis (Kategorie: Bericht/Reportage)                    | Mein schöner, kleiner Waschsalon | Marion Försching                                   |
| 2011 | Bremer Fernsehpreis                                                     | Mein schöner, kleiner Waschsalon | Marion Försching                                   |
| 2012 | Deutscher Kamerapreis                                                   | Der Kohlenmann                   | Andreas Köhler                                     |
| 2014 | Deutscher Kamerapreis                                                   | Die Insel                        | Tanja Häring                                       |
| 2014 | Nominierung für den Grimme-Preis                                        | Linie 107                        | Marion Försching                                   |
| 2015 | Redaktions-Nominierung für den Grimme-Preis                             |                                  |                                                    |
| 2017 | Grimme-Preis in der Kategorie „Kinder & Jugend“                         | Nordstadtkinder – Lutwi          | Jürgen Brügger, Jörg Haaßengier und Emanuela Penev |
| 2018 | Bremer Fernsehpreis in der Kategorie „Gelungenste Zuschauerbeteiligung“ | NRW summt                        |                                                    |
| 2018 | UmweltMedienpreis                                                       | NRW summt                        |                                                    |

## Gegenwart: Neustart als Nachmittagssendung
Am 21. August 2017 wurde aus der Sendung des WDR-Fernsehens Daheim + unterwegs die Sendung Hier und heute „als neu ausgerichtetes regionales Nachmittagsmagazin“. Damit wird „einer der ältesten noch existierenden Sendungstitel im deutschen Fernsehen“ neugestartet.
- Nachmittagsmagazin im Fernsehen mit den Moderatoren Anne Willmes, Sven Kroll und Miriam Lange. Die Sendung behandelt den Alltag der Menschen in NRW und schaltet direkt zu Reportern mit Berichten aus der Region.